# Vincent Lamanda
Vincent Lamanda, né le 31 mai 1946 dans le 17e arrondissement de Paris, est un magistrat français. Il est Premier président de la Cour de cassation du 30 mai 2007 au 30 juin 2014

## Carrière

### Fonctions dans la magistrature
- Substitut du procureur de la République à Évry-Corbeil (1972),
- Substitut du procureur de la République à Versailles,
- Conseiller technique du garde des Sceaux Jean Lecanuet (1974),
- Substitut au service de documentation et d´études de la Cour de cassation, mis à la disposition du Premier ministre comme Rapporteur du comité d´études sur la violence (1976),
- Chargé d´enseignement à l'Université Paris II-Panthéon Assas (1977-1994),
- Chef de cabinet du garde des Sceaux Alain Peyrefitte (1977),
- Membre du comité d´application du rapport sur la violence (1977),
- Conseiller technique du garde des Sceaux Alain Peyrefitte (1978-1980),
- Conseiller référendaire à la Cour de cassation (1979),
- Secrétaire du Conseil supérieur de la magistrature (CSM) (1981), réintègre la Cour de cassation (1981),
- Vice-président au Tribunal de grande instance de Paris (1986),
- Président du tribunal de Bordeaux (1988),
- Premier président de la Cour d'appel de Rouen (1992),
- Premier président de la Cour d'appel de Versailles (1996-2007),
- Membre du CSM (2002-2006).

### Premier président de la Cour de cassation
Il est nommé à la plus haute fonction judiciaire de l'ordre judiciaire français par le Conseil supérieur de la magistrature (CSM) lors de la séance du 13 avril 2007. Les dix membres ont choisi de voter à bulletin secret. Vincent Lamanda a recueilli cinq voix, le président de la chambre criminelle de la Cour de cassation Bruno Cotte quatre et il y a eu une abstention.
Vincent Lamanda a été le rapporteur devant le CSM du dossier du juge niçois Jean-Paul Renard, sanctionné pour avoir transmis à sa loge maçonnique des informations confidentielles. Le quotidien Libération juge qu'à cette occasion, « En 2004, Lamanda avait ridiculisé le Garde des Sceaux, Dominique Perben, à propos des dérives de la justice niçoise : le ministre accablant le procureur Éric de Montgolfier, pourfendeur des réseaux, Lamanda avait remis les pendules à l'heure en flinguant le juge d'instruction Jean-Paul Renard et ses combines maçonniques. »
En février 2008, la Cour de cassation a refusé que la loi sur la rétention puisse s'appliquer rétroactivement. Cette opposition venant d'un organisme présidé par un « magistrat classé à droite », selon le quotidien français Libération, a été fortement médiatisée. En revanche, l'ancien secrétaire de l'Union syndicale de la magistrature (USM, majoritaire) Dominique Barella a critiqué l'attitude de M. Lamanda, qui avait accepté, à la demande du président de la République, d'étudier les moyens de contourner la décision du Conseil constitutionnel qui avait censuré la loi votée sur les mesures de sûreté tant voulues par le chef de l'État. Pour l'ancien Garde des sceaux Robert Badinter, M. Lamanda aurait dû refuser la mission confiée par Nicolas Sarkozy. 
Vincent Lamanda, président de la formation du CSM chargée de juger le dossier Burgaud en tant que premier président de la Cour de cassation, a demandé au substitut général Xavier Chavigné, membre du CSM, de ne plus siéger en disciplinaire jusqu'à la fin de l'affaire concernant Fabrice Burgaud. Une déclaration qui est restée sans effet puisque, lors de la séance disciplinaire qui a suivi, Xavier Chavigné est resté à sa place, rien ne l'obligeant juridiquement à suivre la recommandation du Premier président.
Lors de la rentrée solennelle de la Cour de cassation le 14 janvier 2010, Vincent Lamanda a créé la surprise, en ne nommant pas le magistrat Jacques Mouton, comme attendu, à la présidence de la chambre criminelle. Le Conseil supérieur de la magistrature avait désigné trois magistrats pour exercer les présidences de deux chambres civiles et de la chambre criminelle, à charge ensuite au président de la Cour de les affecter. Seul pénaliste parmi les trois nommés, M. Mouton, avocat général à la Cour, devait prendre la tête de la chambre criminelle, qui traite les affaires pénales. C'est ainsi que l'entendait l'Élysée, la chancellerie et le CSM. M. Lamanda a préféré Bertrand Louvel, directeur du service de documentation, des études et du rapport de la Cour, ancien président de la cour d'appel de Bordeaux. Civiliste, M. Louvel avait publié une tribune dans Le Monde daté 17 mars 2008 intitulée « Justice sous contrôle ». M. Mouton, lui, a été affecté par M. Lamanda à la direction du service de documentation, des études et du rapport.
Lors de la rentrée solennelle le 9 janvier 2012, le fonctionnement de la Cour de cassation, dont Vincent Lamanda a la charge, a été l'objet des critiques contenues dans l'allocution de Jean-Claude Marin, procureur général depuis le 16 septembre 2011.
Par décret du président de la République en date du 17 mars 2014, Vincent Lamanda est admis, par limite d'âge, à faire valoir ses droits à la retraite à compter du 1er juin 2014 et maintenu en fonctions jusqu'au 30 juin 2014. Le 16 juillet, Bertrand Louvel lui succède

## Distinctions
- Commandeur de la Légion d'honneur (14 juillet 2009).
- Officier de l'ordre national du Mérite
- Chevalier de l'ordre du Mérite agricole
- Commandeur de l'ordre des Arts et des Lettres
- Médaille d'honneur de l'administration pénitentiaire, or (2005)[11]